# محمد بشير المنجد
محمد بشير المنجد أكاديمي سوري وأحد رواد المعلوماتية في العالم العربي. شغل منصب وزير المواصلات في حكومة مصطفى ميرو الثانية من عام 2001 وحتى عام 2003، ثم أصبح أول وزير للاتصالات والتقانة في حكومة محمد ناجي العطري بعد استحداث الوزارة من 18 أيلول 2003 حتى 11 شباط 2006. وكان أستاذاً في كلية الهندسة المدنية بجامعة دمشق لمدة ثلاثين عاماً، وتبوأ خلالها منصب عميد الكلية. كما عمل في جامعات ومؤسسات أكاديمية أخرى داخل وخارج سورية. علاوة على ذلك نشط في مجال أعمال هندسة البرمجيات وأنشأ عام 1987 أول مكتب هندسي لتطوير البرمجيات في سورية.

## النشأة والتعليم
ولد في مدينة دمشق عام 1947 في عائلة أكاديمية، فوالده توفيق المنجد مؤسس جامعة حلب وأول رئيس لها ومؤسس كلية العلوم في جامعة دمشق. درس الإبتدائية في مدرسة التطبيقات المسلكية بدمشق ثم انتقل مع والده إلى مدينة حلب فتابع دراسته الإعدادية والثانوية في ثانوية المأمون. ثم باشر دراسة الهندسة المدنية في جامعة حلب، انتقل بعدها إلى كلية الهندسة في جامعة دمشق لمتابعة دراسته فيها. تخرج عام 1970 من كلية الهندسة المدنية في جامعة دمشق وعين بعد تخرجه معيداً فيها. أوفد إلى فرنسا حيث حصل على شهادة دكتوراه دولة من جامعة باريس (بيير وماري كوري). وقام على التوازي بدراسة هندسة المعلوماتية في المدرسة العليا للكهرباء بفرنسا، وعمل بعدها في المعهد الوطني لبحوث المعلوماتية والتحكم (INRIA) بباريس.

## السيرة الأكاديمية
عند عودته من الإيفاد إلى سورية عام 1979، عين أستاذاً مساعداً في كلية الهندسة المدنية بجامعة دمشق، ثم ترقى بعدها ليصبح عميداً لها، وعلى التوازي لعمله الجامعي شغل منصب رئيس قسم المعلوماتية في مركز الدراسات والبحوث العلمية في دمشق لغاية عام 1986 وكان عضواً في مجلس إدارة المركز، وفي عامي 1995-1996 عمل أستاذاً زائراً في كلية علوم الحاسوب بجامعة فرجينيا في الولايات المتحدة من خلال برنامج فولبرايت لتبادل الأساتذة الجامعيين. وهو عضو في مجلس أمناء الجامعة الافتراضية السورية منذ عام 2010
نشر العديد من النشرات العلمية في مجال المعلوماتية كما ألف ثلاث كتب جامعية. وشارك في العديد من المؤتمرات العلمية وفرق البحوث.

## مساهمته في إنشاء وزارة الاتصالات السورية
عند إنشاء وزارة الاتصالات والتقانة عام 2003 عين أول وزيراً لها وبقي في المنصب حتى عام 2006. ساهم في وضع إستراتيجية للوزارة حددت خطة العمل طويلة المدى لها، كما عمل على نشر الإنترنت في سورية وتنفيذ العديد من المشاريع الجديدة في مجال المعلوماتية.

## مساهماته الأخرى
كان من بين المؤسسين للجمعية العلمية السورية للمعلوماتية ثم نائباً لرئيسها، ومثل سورية في الاتحاد الدولي لمعالجة المعلومات IFIP لعدة سنوات كما مثلها في عدد من المؤتمرات الدولية أهمها القمة العالمية لمجتمع المعلومات في جنيف وتونس. كما أنجز العديد من الدراسات والاستشارات لمنظمات دولية وعربية (اسكوا، جامعة الدول العربية).

## المناصب التي تقلدها
- أستاذ في جامعة دمشق (1979-2009).
- رئيس قسم المعلوماتية في مركز الدراسات والبحوث العلمية بدمشق (1980-1986).
- أستاذ زائر في جامعة فيرجينيا (1995-1996).
- عميد كلية الهندسة المدنية بجامعة دمشق (2000-2001).
- وزير المواصلات (2001-2003).
- وزير الاتصالات والتقانة (2003-2006).
- عضو مجلس أمناء الجامعة السورية الافتراضية (2009).
- رئيس جمعية خريجي الجامعات الفرنسية (2007-2009).
- رئيس مجلس إدارة شركة إم تي إن سوريا (2020-2020).[4]

## الجوائز التي حصل عليها
- جائزة أفضل شخصية عربية في مجال تقانة المعلومات والاتصالات.[5]